# Adolfo Rojas
Gustavo Adolfo Rojas Gandulfo (San Fernando, 23 de febrero de 1942-Santiago, 3 de mayo de 1999) fue un abogado, empresario y dirigente gremial chileno.
Ejerció la presidencia del directorio del Banco de Chile, una de las principales entidades financieras del país, por doce años y la de la Asociación de Bancos e Instituciones Financieras (Abif) por espacio de cuatro.

## Familia
Nació del matrimonio formado por Ramón Gustavo Adolfo Rojas Polloni y Lucía Italia Gandulfo, hija del empresario italiano Santiago Gandulfo, quien era dueño de la fábrica de fideos Gandulfo de San Fernando, en la zona central de Chile.
Contrajo matrimonio civil el 5 de noviembre de 1968 en Providencia con Carmen Gloria Apel Sota (hija de Alberto Apel Habermann y Adriana Mercedes Sota Sauper), natural de Valparaíso, con quien fue padre de tres hijos.

## Estudios
Se formó primero en el Colegio de los Hermanos Maristas de su ciudad natal y luego en el Colegio San Ignacio de la capital.
Posteriormente se tituló como abogado por la Escuela de Derecho de la Universidad de Chile.

## Actividad laboral
En 1980 se hizo cargo de la fiscalía de la Superintendencia de AFP y al año siguiente, en medio de una grave crisis económica y financiera, asumió la administración provisional, primero del Banco de Fomento de Valparaíso, luego de la Colocadora Nacional de Valores y, finalmente, en 1986, del Banco de Chile, tras la renuncia de León Dobry.
Ese año la entidad sería privatizada, por lo que a Rojas le cupo un rol preponderante en terminar el proceso de capitalismo popular, debiendo convencer sobre las ventajas de este sistema a los más de 30 mil nuevos accionistas en 'maratónicas' juntas en el entonces Estadio Chile.
En 1987 asumió la presidencia por encargo de los propios accionistas.
Su capacidad de negociación se vería reflejada en el acuerdo logrado con el Banco Central respecto a la fórmula de pago de la llamada deuda subordinada.
También ocupó la presidencia de la Abif, entre 1989 y 1993, y de la Bolsa Electrónica de Chile, entre 1993 y 1996.
Falleció debido a complicaciones cardiovasculares en Vitacura, Santiago el 3 de mayo de 1999.